# Слінгоносіння

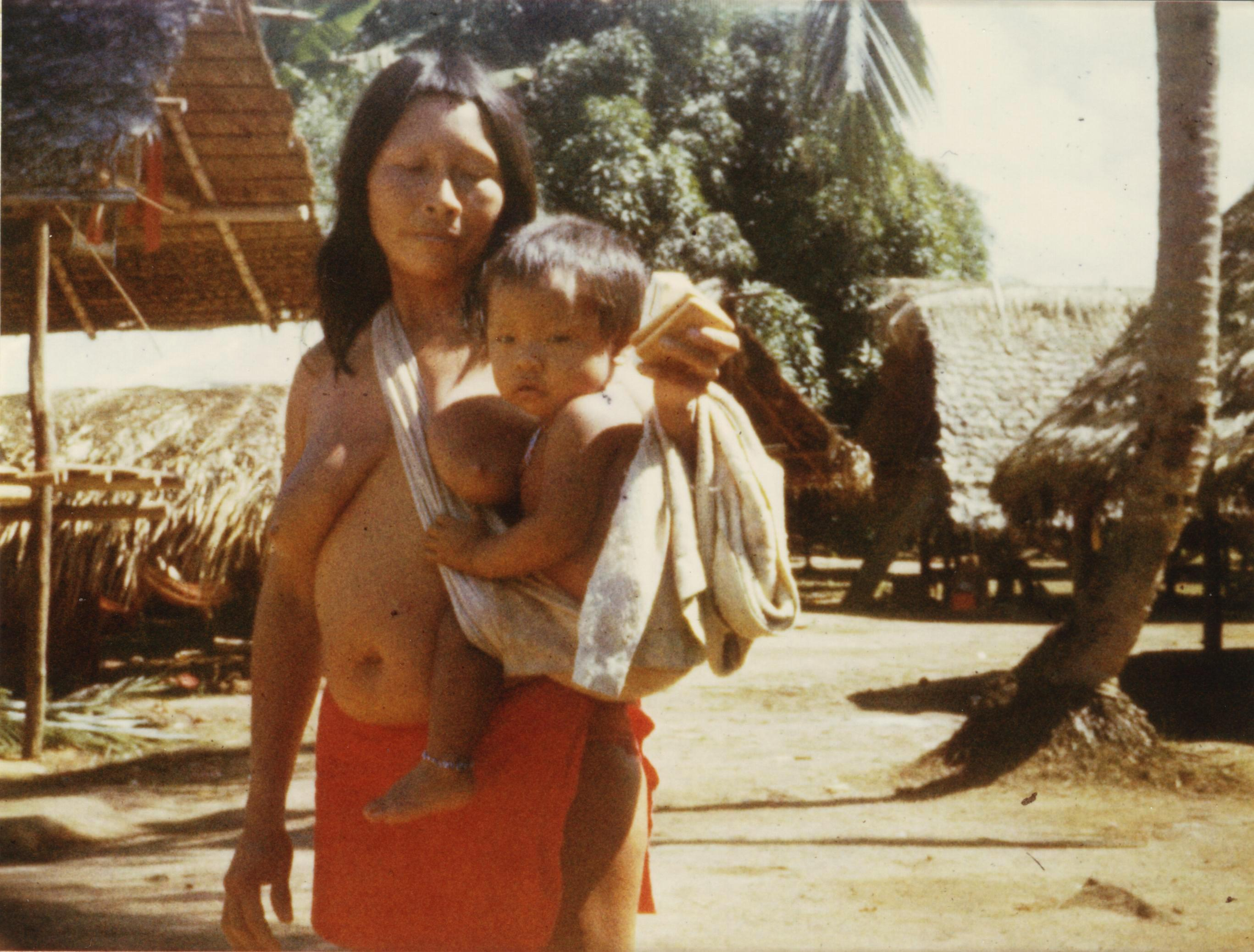
Традиційне слінгоносіння

Слінгоносіння — це практика носіння дитини у слінгу або іншому різновиді фізіологічної дитячої переноски. Слінгоносіння практикувалося впродовж століть навколо всього світу. В індустріалізованих країнах слінгоносіння набуло популярності лише впродовж останніх десятиліть. Частково це сталося через вплив прихильників природного батьківства. Слінгоносіння чудово підходить для батьків та дітей та може стати невід'ємною частиною їхнього життя доти, доки їм це необхідно, зазвичай до 2 років або довше.

## Історія
Раннім прикладом догляду за немовлятами «шкіра до шкіри» є традиційний жіночий одяг інуїтів, амауті, мав ззаду великий мішечок, де дитина сиділа біля голої спини матері.

## Переваги слінгоносіння
Д-р Вільям Сірс, педіатр, започаткував використання терміна природне батьківство. Слінгоносіння є одним з основних принципів природного батьківства і Сірс досить ретельно описує переваги використання слінгів, а також відповідного стилю виховання.
Переваги слінгів такі:
- Під час носіння новонароджених у слінгу рівень гормону окситоцину у матері підвищується завдяки близькому фізичному контакту з дитиною. Це допомагає налагодити контакт між мамою та дитиною[en], полегшує процес грудного вигодовування і догляду за дитиною. Таким чином, слінгоносіння дозволяє знизити ймовірність розвитку післяпологової депресії і психосоматичних захворювань у матері.[3] Так само, носіння дитини у слінгу батьком допомагає налагодити контакт між батьком та дитиною[en].
- Немовлята, яких носять у слінгу, як правило, поводяться значно спокійніше, адже всі їхні первинні потреби успішно задовольняються. Дитина може бачити, чути, відчувати запах, доторкатися до найріднішої людини, їсти та достатньо рухатися, що особливо корисно для розвитку нервової системи, шлунково-кишкового тракту та респіраторної системи і для налагодження відчуття рівноваги (розвиток внутрішнього вуха), а також м'язового тонуса.
- Батьківські ритми (ходьба, серцебиття тощо) мають заспокійливий ефект для немовлят.
- Малята «гуманізуються» раніше завдяки соціальному розвитку. Діти у слінгу знаходяться ближче до людей і можуть вивчати міміку, мову швидше, а також знайомитися з мовою тіла.
- Діти у слінгу раніше стають самостійними.
- Зв'язок між дитиною та мамою є більш глибоким та надійним.[4]
- Знижується ризик позиційної плагіоцефалії («синдрому плоскої голови»), яка розвивається через проведення тривалого часу у дитячих візочках, автокріслах і сну на спині. Краніальні викривлення, які виникають в результаті проведення довгого часу в автокріслах поза межами транспортного засобу, мають більш тяжку форму, ніж у дітей, у яких розвивається плагіоцефалія через лежання на спині.[5] Занепокоєння з приводу плагіоцефалії призвело до появи рекомендацій американської Академії педіатрії щодо того, що немовлята «повинні проводити мінімальний час в автокріслах (поза автомобілем) та інших сидіннях, де вони знаходяться в горизонтальному положенні».[6] Жоден слінг не передбачає схожої позиції, що може викликати цей синдром. Діти можуть знаходитися у слінгу навіть під час сну, що дозволяє зменшити тривалість сну у лежачому положенні.

Проведені дослідження щодо налагодження контакту між батьками і дітьми, рівня задоволення батьків та причин дитячого плачу вказують на те, що слінг є ідеальним рішенням для батьків, що дозволяє забезпечити оптимальні умови для комфортного батьківства. Фізіологічні дитячі переноски та слінги допомагають збільшити кількість годин на добу, коли немовля знаходиться на руках. Слід зазначити, що існує зворотна залежність між кількістю годин, коли дитина плаче і кількістю годин, коли вона знаходиться на руках. Навіть три години на добу проведених у слінгу значно зменшують час, коли дитина плаче. У віці 13 місяців діти, яких носили у фізіологічних переносках (слінгах) демонструють більший рівень прив'язаності до батьків, аніж ті, яких носили у жорстких переносках (кенгуру).

## Практичність
Слінгоносіння дозволяє дорослому звільнити обидві руки для виконання різноманітних задач, як наприклад приготування їжі, одночасно задовольняючи потреби дитини у знаходженні поряд з мамою та у грудному вигодовуванні. Слінгоносіння забезпечує безпечнішу альтернативу до розміщення автокрісла на кошику для покупок у магазині. Слінг також дозволяє дітям стати частиною соціальних взаємовідносин і повноцінно спостерігати своє оточення на рівні з дорослими.
Таким чином, слінгобатьки напевне знають на власному досвіді, що використання слінгу значно полегшує їхнє життя у порівнянні з автокріслом чи дитячим візочком. Під час його використання вага дитини розподіляється більш рівномірно по верхній частині тіла дорослого і їм не доводиться переносити громіздке, важке і незручне автокрісло.
Існує багато різновидів слінгів, які можна придбати або обміняти, а також їх можна досить легко й бюджетно зробити силами батьків. Слінг-шарфи, слінги з кільцями, май-слінги, ерго-рюкзаки, фаст-слінги — це найпопулярніші різновиди слінгів. У західній частині світу слінги вже встигли стати модними і підбираються під конкретний одяг. Існують дуже багато кольорів і варіантів дизайну слінгів, вони відшиваються у різних типах тканин від спеціалізованих виробників, в тому числі їх шиють із бамбука, шовку, коноплі, бавовни, шерсті, флісу, льону та інших.

## Грудне вигодовування і слінгоносіння
Грудне вигодовування і слінгоносіння частіше за все нероздільні. Більшість слінгів надають матерям достатню приватність, а також дають їм змогу звільнити руки під час годування, тоді як вони можуть займатися іншими справами. Втім, не всі мами можуть годувати у слінгу без використання рук. Матерям з великим розміром грудей або з маленькими чи гіпотонічними немовлятам може знадобитися підтримка грудей рукою, щоб досягти правильного положення голови або тіла дитини. Тим не менше, правильно підібраний слінг може допомогти зменшити напруження на руки і надати матері більше свободи пересування під час годування, навіть якщо він не дозволяє їй повністю звільнити руки.
Слінги можуть значно допомогти у наборі ваги недоношеним дітям та немовлятам, які повільно набирають масу. Завдяки тому, що дитина знаходиться ближче до матері, вона має змогу частіше й довше прикладатися до грудей. Метод кенгуру наразі вже добре вивчений і має очевидні переваги для недоношених та хворих немовлят.[джерело?]
Не всім мамам легко годувати дитину в слінгу. Важливим аспектом у цьому відношенні є опанування майстерності годування грудьми перш ніж розпочинати годувати немовля безпосередньо у слінгу. Засвоєння правильного захоплення грудей та налагодження лактації є ключовими для молодих мам, через що необхідно опанувати їх перед годуванням у слінгу. У випадку труднощів з грудним вигодовуванням, слінг може спростити інші задачі у догляді за дитиною, звільняючи руки батьків, щоб працювати з молоковідсмоктувачами, пляшками та інших аксесуарами для вигодовування.
Деяким матерям зручніше навіть при використанні слінгу діставати дитину й обирати зручне місце, щоб погодувати її сидячи. Деякі діти можуть рефлекторно стискати зуби під час годування, коли мати активно пересувається у слінгу, через що годування у ньому не завжди може бути на 100 % комфортним. Індивідуальні випадки можуть різнитися не тільки у різних батьків, а й у різних дітей, навіть в одній сім'ї. Деякі немовлята дуже добре себе почувають під час годування у слінгу, а іншим це некомфортно.
У разі неможливості грудного вигодовування, слінг може допомогти налагодити контакт між батьками та дітьми під час годування з пляшечки. Няні та прийомні батьки часто кажуть про те, що слінг дозволяє їм краще відчувати та задовольняти потреби кількох дітей, звільняючи руки тоді, коли немовлята хочуть бути на руках. У слінгу можна носити двох дітей одночасно, і в цьому разі цей процес носить назву тандемного слінгоносіння. Цей спосіб можна використовувати з близнюками або з двома дітьми різного віку, адже це дуже зручно.

## Святкування
Слінгоносіння святкується по всьому світу щороку під час Міжнародного тижня слінгоносіння. Багато країн започаткували свої власні свята, які відбуваються під час цієї події, такі як Австралійський тиждень слінгоносіння та Новозеландський тиждень слінгоносіння. Існує також декілька слінгоконференцій, таких як WEAR та IBC.
В Україні також відзначається тиждень слінгоносіння у другий тиждень жовтня. Його влаштовує Всеукраїнська асоціація слінгоносіння.

## Безпека

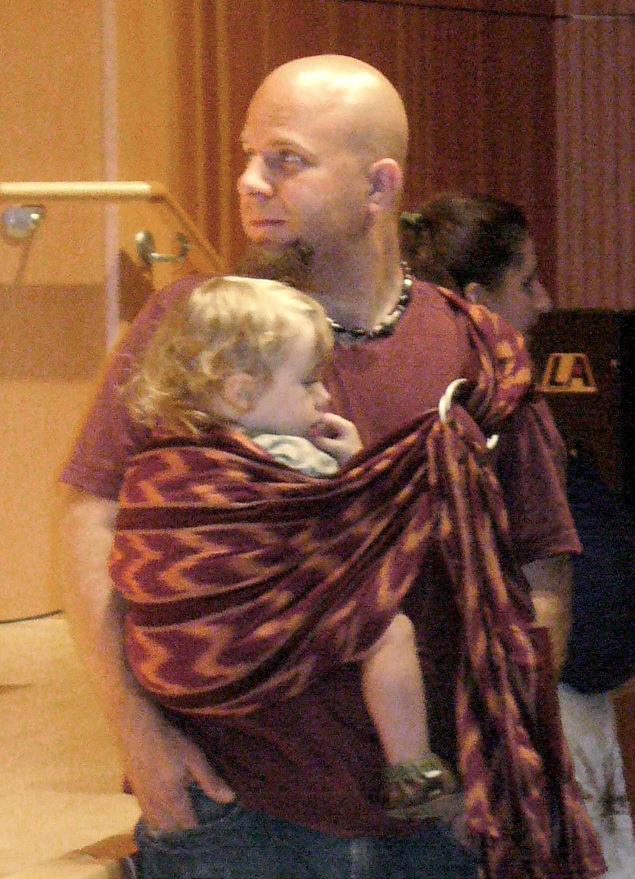
Батько також може носити дитину, що зближує їх.

Слінгоносіння має певні застереження щодо безпеки використання як і інші види фізичних активностей. Більшість із цих застережень інтуїтивно зрозумілі, але слід дотримуватися їх особливо чітко при використанні з новонародженими дітьми, які ще не тримають голову самостійно. Існують базові п'ять правил, які досить легко запам'ятати. В англомовних джерелах для них використовується абревіатура TICKS :
- Малюк має максимально щільно знаходитися у слінгу по відношенню до дорослого
- Немовля завжди має бути в полі зору мами
- Дитина має знаходиться на відстані поцілунку від мами
- Підборіддя не має торкатися грудей малюка
- Спинка малюка повинна добре підтримуватися

Піднімалося також питання того, чи безпечним є слінгоносіння у випадку падінь дорослого. Було визначено що у випадку якщо дорослий випадково спіткнеться або впаде під час носіння дитини, його руки будуть вільними, щоб зупинити падіння, доки дитина буде у відносній безпеці близько до центру тяжіння дорослого. Якщо дорослий впаде з дитиною на руках без слінга, ймовірність отримання травми буде значно вищою у зв'язку з неможливістю дорослого захистити себе чи дитину від травм, тримаючи її на руках.
Більше інформації на тему безпеки слінгоносіння можна знайти в авторитетних джерелах.

## Популярні види слінгів[15]
- Слінг-шарф
- Слінг з кільцями (СЗК)

Слінг з кільцями досить легко використовувати зручним чином як для дорослого, так і для дитини. Цей слінг мав вигляд довгого відріу тканини, в якому на одному з кінців вшиті 2 кільця з металу чи пластмаси. Інший кінець слінгу пронизується через кільця, створюючи «карман» для дитини. Залежно від використовуваного матеріалу, СЗК може використовуватися з народження до 2-3 років, що зазвичай вказується на ярлику.
- Ергономічний рюкзак

Ерго-рюкзак, як його зазвичай називають, схожий на май-слінг. Він відрізняється тим, що замість необхідності пов'язувати його, він має спеціальні застібки, вшиті в тканину, які дозволяють комфортно його використовувати. Дитину можна носити спереду, на спині або на боці. Є різні розміри ерго-рюкзаків, що дозволяють використовувати їх для малюків різного віку. Кожна модель слінгу має вказівки щодо ваги дитини, яку можна в ньому переносити.
- Май Тай